# Tovačovská jezera

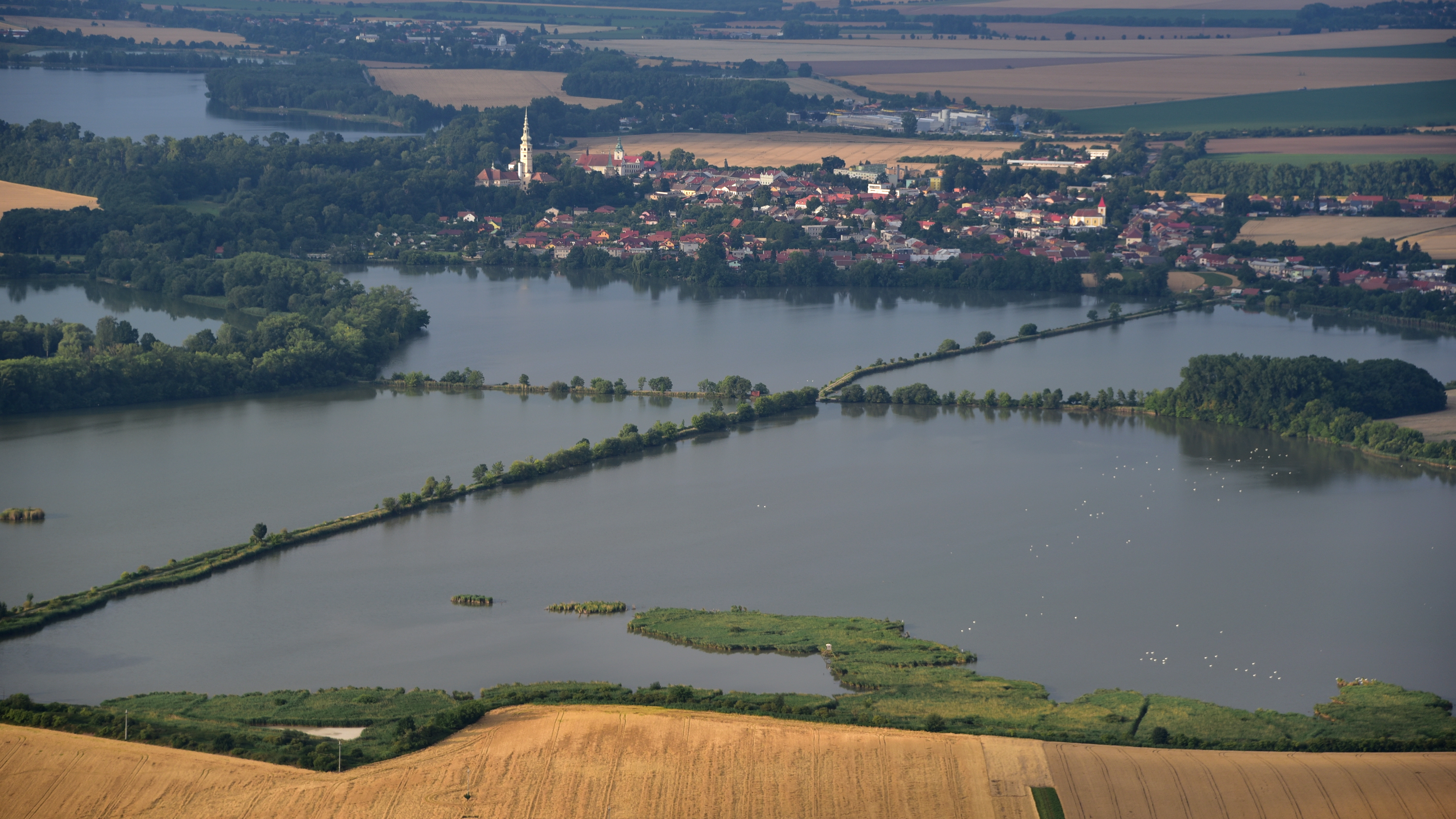
Tovačovská jezera

Tovačovská jezera (také Skašovská jezera nebo Donbas) jsou zatopené plochy, jež počaly vznikat v padesátých letech 20. století jako následek těžby štěrkopísku, který se kromě jiných staveb používal i na stavbě pražského metra. Celková výměra jezer dnes činí asi 330 ha a každoročně se vzhledem k neustávající těžbě zvětšuje.
Soustava tvořená jezery Sever, Annínské, Skašovské leží a Troubecké se nachází na jihovýchod od města Tovačova, v nevelké vzdálenosti od soutoku řek Moravy a Bečvy. Jezera Sever a Troubecké se využívají jako zdroj pitné vody (I. ochranné pásmo vodního zdroje). Na všech jezerech s výjimkou Annínského stále probíhá těžba štěrkopísku.
Zdejší přírodní podmínky jsou příznivé pro řadu rostlin a živočichů. V okolí jezer žije asi 70 druhů ptáků a v jezerech samotných pak více než 30 druhů ryb. Nedaleko odtud se nachází Národní přírodní rezervace Zástudánčí.
Kromě těžby štěrkopísku slouží jezera také sportovnímu rybaření. Zdejší rybářský revír Tovačovská jezera obhospodařuje společnost Českomoravský štěrk, a .s.